# أولاد امي (البزازة)
أولاد امي هو دُوَّار يقع بجماعة أولاد ايعيش، إقليم بني ملال، جهة بني ملال خنيفرة في المملكة المغربية. ينتمي الدوّار لمشيخة البزازة التي تضم 3 دواوير. يقدر عدد سكانه بـ 2498 نسمة حسب الإحصاء الرسمي للسكان والسكنى لسنة 2004.

## روابط خارجية
- البوابة الوطنية للجماعات الترابية
- المندوبية السامية للتخطيط